# Меч кандидата у шаху, Ларсен - Спаски, 1968
Полуфинални меч између Бент Ларсена и Бориса Спаског, као један од мечева кандидата одиграних 1968. год. Меч је одигран у Малмеу, од 5-20. јула 1968. год. у коме је победу славио Борис Спаски и тиме се пласирао у финале овог такмичења. Меч је трајао осам партија.

## Учесници
- Бент Ларсен
- Борис Спаски

## Резултат[1]
| № | Учесник      | 1 | 2 | 3 | 4 | 5 | 6 | 7 | 8 | 9 | 10 |  | + | − | = | Бодови |
| - | ------------ | - | - | - | - | - | - | - | - | - | -- |  | - | - | - | ------ |
| 1 | Бент Ларсен  | 0 | 0 | 0 | ½ | 1 | ½ | 0 | ½ |   |    |  | 1 | 4 | 3 | 2½     |
| 1 | Борис Спаски | 1 | 1 | 1 | ½ | 0 | ½ | 1 | ½ |   |    |  | 4 | 1 | 3 | 5½     |

## Партије[2]

### Партија 1, Спаски - Ларсен, 1-0
Словенска одбрана, Варијанта измене са ...♗f5 D14
1.d4 ♘f6 2.♘f3 d5 3.c4 c6 4.cxd5 cxd5 5.♗f4 ♘c6 6.♘c3 ♗f5 7.e3 e6 8.♗b5 ♘d7 9.0-0 ♗e7 10.♖c1 0-0 11.h3 ♖c8 12.♗d3 ♗xd3 13.♕xd3 ♘b6 14.♕e2 a6 15.♘e1 ♘c4 16.♘d3 ♘b4 17.b3 ♘xd3 18.♕xd3 ♘b6 19.f3 ♗d6 20.♘e2 ♕e7 21.♗xd6 ♕xd6 22.♕d2 ♕a3 23.♘f4 ♖xc1 24.♖xc1 ♖c8 25.♖xc8+ ♘xc8 26.♕c2 ♘e7 27.♕c7 g6 28.♘d3 ♘f5 29.g4 ♘h6 30.♘e5 ♕b4 31.♘d7 ♕e1+ 32.♔g2 ♕e2+ 33.♔g3 ♘f5+ 34.gxf5 ♕e1+ 35.♔f4 ♕h4+ 36.♔e5 ♕g3+ 37.f4 ♕xe3+ 38.♔f6 ♕xd4+ 39.♘e5 1-0

### Партија 2, Ларсен – Спаски, 0-1
Енглеско отварање, Тајманова варијанта A25
1.c4 e5 2.g3 ♘c6 3.♗g2 g6 4.♘c3 ♗g7 5.e3 d6 6.♘ge2 h5 7.h4 ♗g4 8.d3 ♘f6 9.♘d5 ♘xd5 10.cxd5 ♘e7 11.♕b3 ♕c8 12.♘c3 0-0 13.♗d2 c5 14.dxc6 bxc6 15.♕a3 ♕d7 16.♘e4 d5 17.♘c5 ♕d6 18.♖c1 ♖fb8 19.0-0 e4 20.b4 a5 21.dxe4 ♗e2 22.♕b3 ♗c4 23.♕b1 axb4 24.♗xb4 ♗xa2 25.♘d3 ♗xb1 26.♗xd6 ♗xd3 27.♖fd1 dxe4 28.♗xe7 ♖a2 29.♗f1 ♖bb2 30.♗xd3 exd3 31.♖xd3 ♖xf2 32.♗d6 ♖g2+ 33.♔f1 ♖h2 34.♔g1 ♖hc2 35.♖xc2 ♖xc2 36.♗f4 ♗f6 37.♖d7 ♔f8 38.♔f1 ♔e8 39.♖a7 ♗e7 40.♔e1 ♗b4+ 41.♔f1 ♗e7 42.♔e1 f6 43.♔d1 ♖c5 44.♔e2 g5 45.hxg5 fxg5 46.♗c7 ♖b5 47.♗a5 ♖b2+ 48.♔d3 ♖a2  0-1

### Партија 3, Спаски - Ларсен, 1-0
Сицилијанска одбрана, Затворена варијанта, B25
1.e4 c5 2.♘c3 d6 3.g3 g6 4.♗g2 ♗g7 5.d3 ♘c6 6.f4 e6 7.♘f3 ♘ge7 8.0-0 0-0 9.♗d2 ♖b8 10.♖b1 b5 11.a3 a5 12.a4 b4 13.♘b5 d5 14.c4 bxc3 15.bxc3 c4 16.♗e3 cxd3 17.e5 ♗a6 18.♕xd3 ♕d7 19.♖fd1 ♖fc8 20.♕d2 ♘f5 21.♗f2 h5 22.♗f1 ♖d8 23.♗d3 ♕e7 24.♕e2 ♖b7 25.h3 h4 26.♘xh4 ♘xh4 27.gxh4 ♗h6 28.♗g3 ♕c5+ 29.♔h2 ♘e7 30.h5 ♘f5 31.hxg6 fxg6 32.♗xf5 exf5 33.c4 d4 34.♘d6 ♖x♗1 35.♖x♗1 d3 36.♕xd3 ♗xf4 37.♕d5+ ♕xd5 38.cxd5 ♗e3 39.♗h4 ♗f4+ 40.♔g2 ♗d3 41.♖♗6 g5 42.♗g3 ♗xg3 43.♔xg3 ♗c2 44.♖♗2 f4+ 45.♔g4 ♗xa4 46.♔xg5 f3 47.♘e4 ♔f8 48.♘f6 ♗d1 49.♖♗7 f2 50.e6 ♖xd5+ 51.♔h6 ♖h5+ 52.♔g6  1-0

### Партија 4, Ларсен – Спаски, ½-½
Енглеско отварање, Тајманова варијанта, A25
1.c4 e5 2.g3 ♘c6 3.♗g2 g6 4.♘c3 ♗g7 5.e3 d6 6.♘ge2 ♘h6 7.♖b1 ♗e6 8.d3 0-0 9.b4 ♕d7 10.h4 f5 11.b5 ♘d8 12.♘d5 c6 13.♘dc3 ♘g4 14.bxc6 bxc6 15.c5 d5 16.d4 ♘f7 17.♕b3 f4 18.gxf4 exd4 19.♘xd4 ♗xd4 20.exd4 ♗f5 21.♖b2 ♖fe8+ 22.♔d1 ♖ab8 23.♕a3 ♕e7 24.♖d2 h5 25.♕a4 ♕c7 26.♖e1 ♕xf4 27.♕xc6 ♘xf2+ 28.♖xf2 ♗g4+ 29.♖fe2 ♕xd4+ 30.♗d2 ♕d3 31.♔c1 ♗xe2 32.♗xd5 ♖bd8 33.♕b7 ♖xd5 34.♕xd5 ♖b8 35.♕xd3 ♗xd3 36.♖e7 ♖c8 37.♗e3 g5 38.hxg5 h4 39.♖d7 ♗f5 40.♖d5 ♗e6 41.♖d2 ♘e5 42.♖d6 ♖c6 ½

### Партија 5, Спаски - Ларсен, 0-1
Игра три скакача, Штајницова одбрана, C46
1.e4 e5 2.♘f3 ♘c6 3.♘c3 g6 4.d4 exd4 5.♘xd4 ♗g7 6.♗e3 ♘f6 7.♗e2 0-0 8.0-0 ♖e8 9.♘xc6 bxc6 10.♗f3 ♗b7 11.♕d2 d6 12.♗h6 ♗xh6 13.♕xh6 ♖e5 14.♖ae1 c5 15.♖e3 ♕e7 16.♖fe1 ♖e8 17.h4 ♕e6 18.♕f4 ♔g7 19.b3 h6 20.♕g3 ♕d7 21.♕f4 ♖8e7 22.♘d5 ♗xd5 23.exd5 g5 24.hxg5 hxg5 25.♕g3 ♕f5 26.c4 ♖xe3 27.fxe3 ♖e5 28.♗d1 ♕d3 29.♗f3 ♕c3 30.♔h2 a5 31.♔h1 ♔f8 32.♖f1 ♕xe3 33.♕h3 ♔g7 34.g3 ♕d4 35.g4 a4 36.♗d1 ♖e3 37.♕g2 ♖d3 38.♗e2 ♖d2 39.bxa4 ♕e5 0-1

### Партија 6, Ларсен – Спаски, ½-½
Стара индијска одбрана, Варијанта без ♘f3, A53
1.c4 e5 2.♘c3 d6 3.♘f3 ♗g4 4.e3 ♘f6 5.♗e2 ♗e7 6.h3 ♗h5 7.d4 ♘bd7 8.0-0 c6 9.b3 0-0 10.♗b2 ♖e8 11.d5 e4 12.dxc6 bxc6 13.♘d4 ♗xe2 14.♕xe2 ♘e5 15.f3 exf3 16.♘xf3 ♖c8 17.♖ad1 ♕c7 18.♘d4 ♖cd8 19.♘f5 ♗f8 20.♘h6+ ♔h8 21.♖xf6 gxf6 22.♕h5 ♗xh6 23.♕xh6 ♖e6 24.♘e4 ♕e7 25.♕f4 ♖g8 26.c5 dxc5 27.♘xf6 ♖g6 28.♘g4 f6 29.♘h6 ♖d6 30.♖xd6 ♕xd6 31.♗xe5 fxe5 32.♘f7+ ♔g7 33.♘xe5 ♖e6 34.♕g5+ ♔f8 35.♕f5+ ♔g7 36.♕g5+ ♔f8 37.♕f5+ ♔g7 38.♕f7+ ♔h8 39.♘c4 ♕e7 40.♕f4 ♖f6 41.♕g4 ♖g6 42.♕c8+ ♔g7 43.♕f5 ♕e6 44.♕f4 ♕d5 45.e4 ♕g5 46.♕f2 ♖f6 47.♕e1 ♖f3 48.♘d6 ♖xh3 49.♘f5+ ♔g8 50.♕d1 ♖c3 51.♕d7 ♖c1+ 52.♔h2 ♕h5+ 53.♔g3 ♕g5+ 54.♔h2 ♕h5+ ½-½

### Партија 7, Спаски - Ларсен, 1-0
Сицилијанска одбрана, Затворена варијанта, B25
1.e4 c5 2.♘c3 d6 3.g3 g6 4.♗g2 ♗g7 5.d3 ♘c6 6.f4 e6 7.♘f3 ♘ge7 8.0-0 0-0 9.♗d2 ♖b8 10.♖b1 b5 11.a3 f5 12.♗e3 ♕c7 13.♗f2 ♔h8 14.♖e1 b4 15.axb4 cxb4 16.♘e2 fxe4 17.dxe4 e5 18.♕d2 ♗e6 19.♘c1 d5 20.♘xe5 ♘xe5 21.fxe5 dxe4 22.♗xe4 ♖bd8 23.♘d3 a5 24.♕e2 ♗c4 25.♕e3 ♘f5 26.♕c5 ♕xc5 27.♗xc5 ♖fe8 28.♗b6 ♖b8 29.♗c7 ♖bc8 30.♗xa5 ♘d4 31.♘f2 ♗f8 32.♗b6 ♘e2+ 33.♔g2 ♖xe5 34.♖bd1 ♖e6 35.♗e3 ♖ce8 36.♖d2 ♖xe4 37.♘xe4 ♖xe4 38.♖exe2 ♗xe2 39.♖xe2 ♗g7 40.♔f3 ♖c4 41.b3 ♖c3 42.♔e4 h5 43.♔d5 ♖c8 44.♗c5 ♗c3 45.♖e7 ♖d8+ 46.♗d6 ♔g8 47.♖b7 ♗g7 48.♖b8  1-0

### Партија 8, Ларсен – Спаски, ½-½
Одбијени дамин гамбит, Тартаковерова одбрана, D59
1.d4 ♘f6 2.c4 e6 3.♘f3 b6 4.a3 ♗a6 5.♕c2 ♗b7 6.♘c3 c5 7.e3 ♗e7 8.♗d3 cxd4 9.exd4 ♕c8 10.0-0 ♗xf3 11.gxf3 ♘c6 12.♗e3 0-0 13.♔h1 g6 14.♖g1 ♘h5 15.f4 f5 16.♗e2 ♘f6 17.d5 ♘a5 18.♗3 exd5 19.cxd5 ♔f7 20.♖gc1 ♘b7 21.♗f3 ♘d6 22.♕e2 ♕d8 23.♗d4 ♖e8 24.♗e5 ♗f8 25.♖e1 ♖c8 26.♖ac1 h5 27.h3 a5 28.♕d3 ♖c5 29.♖g1 ♕c8 30.b4 axb4 31.axb4 ♘de4 32.♘xe4 ♘xe4 33.♖cf1 ♖c1 34.♗xe4 ♖xf1 35.♕xf1 d6 36.♕g2 ♔e7 37.♕xg6 dxe5 38.d6+ 1-0